# Райскум, Юрий Эрнестович
Ю́рий Эрне́стович Райскум (Редлих) (латыш. Juris Redlihs-Raiskums; 9 (21) марта 1890 — 25 мая 1971) — латвийский футбольный тренер, основатель национальной сборной Латвии по футболу и Ригас ФК. Также был арбитром на международных соревнованиях.

## Биография
Юрий Редлих родился в Скрундской волости Курляндской губернии. Окончил Скрундскую школу, Прибалтийскую учительскую семинарию (1910). С 1915 года он проходил военную службу в Российской империи и Латвийской Республики, где смог дослужиться до звания полковника-лейтенанта, уволился 11 февраля 1941 года. Награждён орденом Виестура IV степени (№ 60, 16.11.1938), орденом Трёх звёзд V степени (№ 558, 14.11.1928), памятной медалью в честь 10-летнего юбилея освободительных боёв в Латвийской Республике (1928), памятным знаком «Участнику Освободительной войны» (1923).
В начале 1920-х Юрий Редлих играл в футбол в рижском «Унионе», а в 1922 году он собрал и возглавил национальную сборную Латвии по футболу.
Юрий Редлих был главным инициатором и одним из основателей, в 1923 году, Ригас ФК. Также осенью того же года он помог создать футбольную команду для новообразованной секции общества железнодорожников.
С 1925 по 1927 года Юрий Редлих был редактором в латвийской газете «Спортс», а в конце 1930-х и в 1940-х он был председателем Латвийского футбольного союза.
3 мая 1940 года Юрий Редлих сменил свою фамилию на Райскум.